# Wu Haiyan
Wu Haiyan, 吴海燕 en chino, (Jiande, Zhejiang, 26 de febrero de 1993), es una jugadora china de fútbol, que juega en la Universidad de Wuhan Jiangda.

## Trayectoria
Wu Haiyan nació en la aldea de Zhongxian, Hekeng, comunidad de Yangxi, calle Yangxi, que depende administrativamente de la ciudad de Jiande, en la provincia de Zhejiang.
En 2002, ingresó al centro deportivo de Hangzhou para entrenar fútbol, y en 2008, ingresó al equipo nacional de fútbol juvenil, la Selección femenina de fútbol sub-17 de China. En febrero de 2014, la capitana del equipo nacional de fútbol femenino de 34 años, Pu Wei, se retiró del equipo de fútbol femenino chino y Wu Haiyan se convirtió en la nueva capitana del equipo nacional de fútbol femenino. Después de servir como capitana, llevó al equipo femenino chino a una victoria de 1:0 sobre Nueva Zelanda, una victoria de 3:1 sobre México y una victoria de 1:0 sobre Corea del Norte, ganando la Copa Yongchuan por primera vez.

### Goles internacionales
| No. | Fecha                   | Lugar                                    | Rival              | Marcador | Resultado | Competición                                    |
| --- | ----------------------- | ---------------------------------------- | ------------------ | -------- | --------- | ---------------------------------------------- |
| 1.  | 17 de diciembre de 2019 | Busan Gudeok Stadium, Busan, South Korea | República de China | 1–0      | 1–0       | 2019 EAFF E-1 Football Championship            |
| 2.  | 10 de febrero de 2020   | Campbelltown Stadium, Sydney, Australia  | República de China | 2–0      | 5–0       | 2020 AFC Women's Olympic Qualifying Tournament |